# Reggie Greene
Reginald Greene (New York, 10 gennaio 1976) è un ex giocatore di football americano e scrittore statunitense.

## Football americano
Ha giocato a football americano a livello di college presso il Siena College. Dal 2000 al 2011 ha giocato in Italia, nei Giants Bolzano (2000-2004 e 2007-2011), dove ha vinto il campionato 2009  e negli Warriors Bologna (2005-2006).

## Carriera dopo il ritiro
Dopo il ritiro dal football, Greene ha iniziato una carriera come scrittore di libri per bambini.

## Statistiche di gioco
|                               |                               |    |                | Corse      | Corse   | Corse          | Ricezioni   | Ricezioni | Ricezioni        | Altro          | Altro             | Altro    |     |
| Stagione                      | Stagione                      | G  | Yd All-purpose | Yd Portate | Portate | Yd Per portata | Yd Ricevute | Ricezioni | Yd Per passaggio | Yd Punt return | Yd Kickoff return | Yd Varie | TD  |
| ----------------------------- | ----------------------------- | -- | -------------- | ---------- | ------- | -------------- | ----------- | --------- | ---------------- | -------------- | ----------------- | -------- | --- |
| 1994                          | MAAC                          | 8  | 890            | 457        | 81      | 5.6            | 74          | 5         | 14.5             | 0              | 359               | ?        | 5   |
| 1995                          | MAAC                          | 9  | 1954           | 1461       | 273     | 5.3            | 77          | 7         | 11.0             | 53             | 363               | ?        | 13  |
| 1996                          | MAAC                          | 9  | 2106           | 1719       | 280     | 6.1            | 50          | 7         | 7.1              | 0              | 337               | ?        | 12  |
| 1997                          | MAAC                          | 9  | 1937           | 1778       | 253     | 7.0            | 46          | 5         | 9.2              | 0              | 113               | ?        | 19  |
| Totale college (Siena Saints) | Totale college (Siena Saints) | 35 | 6975           | 5415       | 868     | 6.2            | 247         | 24        | 10.3             | 53             | 1172              | 88       | 49  |
| Totale giovanili              | Totale giovanili              | 35 | 6975           | 5415       | 868     | 6.2            | 247         | 24        | 10.3             | 53             | 1172              | 88       | 49  |
| 2000                          | GL                            | ?  | ?              | ?          | ?       | ?              | ?           | ?         | ?                | ?              | ?                 | ?        | ?   |
| 2001                          | GL                            | 9  | 2235           | 1451       | 152     | 9.5            | 49          | 4         | 12.3             | 35             | 682               | 18       | 27  |
| 2002                          | GL                            | ?  | ?              | ?          | ?       | ?              | ?           | ?         | ?                | ?              | ?                 | ?        | ?   |
| 2003                          | SL                            | ?  | ?              | ?          | ?       | ?              | ?           | ?         | ?                | ?              | ?                 | ?        | ?   |
| 2004                          | A                             | ?  | ?              | ?          | ?       | ?              | ?           | ?         | ?                | ?              | ?                 | ?        | ?   |
| 2005                          | A                             | ?  | ?              | ?          | ?       | ?              | ?           | ?         | ?                | ?              | ?                 | ?        | ?   |
| 2006                          | A                             | ?  | ?              | ?          | ?       | ?              | ?           | ?         | ?                | ?              | ?                 | ?        | ?   |
| 2006                          | EFL                           | ?  | ?              | ?          | ?       | ?              | ?           | ?         | ?                | ?              | ?                 | ?        | ?   |
| 2007                          | A                             | ?  | ?              | ?          | ?       | ?              | ?           | ?         | ?                | ?              | ?                 | ?        | ?   |
| 2008                          | IFL                           | ?  | ?              | ?          | ?       | ?              | ?           | ?         | ?                | ?              | ?                 | ?        | ?   |
| 2009                          | IFL                           | ?  | ?              | ?          | ?       | ?              | ?           | ?         | ?                | ?              | ?                 | ?        | ?   |
| 2009                          | EFL                           | -  | -              | -          | -       | -              | -           | -         | -                | -              | -                 | -        | -   |
| 2010                          | IFL                           | ?  | ?              | ?          | ?       | ?              | ?           | ?         | ?                | ?              | ?                 | ?        | ?   |
| 2010                          | EFL                           | ?  | ?              | ?          | ?       | ?              | ?           | ?         | ?                | ?              | ?                 | ?        | ?   |
| Totale Giants Bolzano         | Totale Giants Bolzano         | ?  | ?              | ?          | ?       | ?              | ?           | ?         | ?                | ?              | ?                 | ?        | ?   |
| Totale Warriors Bologna       | Totale Warriors Bologna       | ?  | ?              | ?          | ?       | ?              | ?           | ?         | ?                | ?              | ?                 | ?        | ?   |
| Totale campionati nazionali   | Totale campionati nazionali   | 91 | ?              | 15638      | ?       | ?              | ?           | ?         | ?                | ?              | ?                 | ?        | 314 |
| Totale coppe europee          | Totale coppe europee          | ?  | ?              | ?          | ?       | ?              | ?           | ?         | ?                | ?              | ?                 | ?        | ?   |
| Totale squadre maggiori       | Totale squadre maggiori       | ?  | ?              | ?          | ?       | ?              | ?           | ?         | ?                | ?              | ?                 | ?        | ?   |
| Totale                        | Totale                        | ?  | ?              | ?          | ?       | ?              | ?           | ?         | ?                | ?              | ?                 | ?        | ?   |

## Vittorie e premi
- 3 volte NCAA Division I-AA All-America (1995, 1996, 1997)
- 5 MVP della regular season del campionato italiano
- 2 MVP del Superbowl italiano (2008, 2009)
- Indotto nella Siena College Hall of Fame nel 2004
- Indotto nella IFL Hall of Fame nel 2011